# 拉哈
拉哈（Raha）是印度尼西亚东南苏拉威西省的一个城市，是穆纳县的县治所在，位于苏拉威西岛东南的穆纳岛东部。拉哈目前还不是一个独立的建制市，设立独立于县的拉哈市（Kota Raha）的计划正在讨论中。拉哈城区地跨4个区：Katobu、Batalaiworu、Duruka和Lasalepa，2010年统计，四个区总人口为62,212。苏吉马努鲁机场位于邻近的西穆纳县。

## 资料来源
1. ↑  Biro Pusat Statistik, Jakarta, 2011.